# Sparebanken Sør Arena
La Sparebanken Sør Arena è lo stadio dello Start dal 2007. Si trova a Torsvika, a Kristiansand, ed ha una capacità di 11.700 spettatori. Il progetto fu realizzato dal Kjell Kosberg, che svolse lo stesso ruolo nella costruzione dell'Aker Stadion: i due impianti hanno infatti una struttura simile. La Sparebanken Sør Arena ha ospitato anche concerti musicali di artisti come Elton John, Dolly Parton e gli A-ha. Il nome deriva da un accordo di sponsorizzazione con la Sparebanken Sør.
I lavori cominciarono nel 2006 e lo stadio fu inaugurato il 15 aprile 2007, sostituendo il Kristiansand Stadion come impianto per le partite casalinghe dello Start. Il costo dell'arena fu di 400.000.000 di corone. Nel 2008, lo stadio prese il nome di Sør Arena. Prima dell'inizio della stagione 2011, la capacità della struttura fu ridotta dai 14.563 posti originari a 11.700, a causa della diminuzione degli spettatori. Il campo è in erba sintetica (data la latitudine) ed è intasato con il granulo in Elastomero Termoplastico (TPE), totalmente riciclabile e più resistente agli agenti atmosferici, progettato da SO.F.TER. GROUP con sede a Forlì, Italia.

## Storia

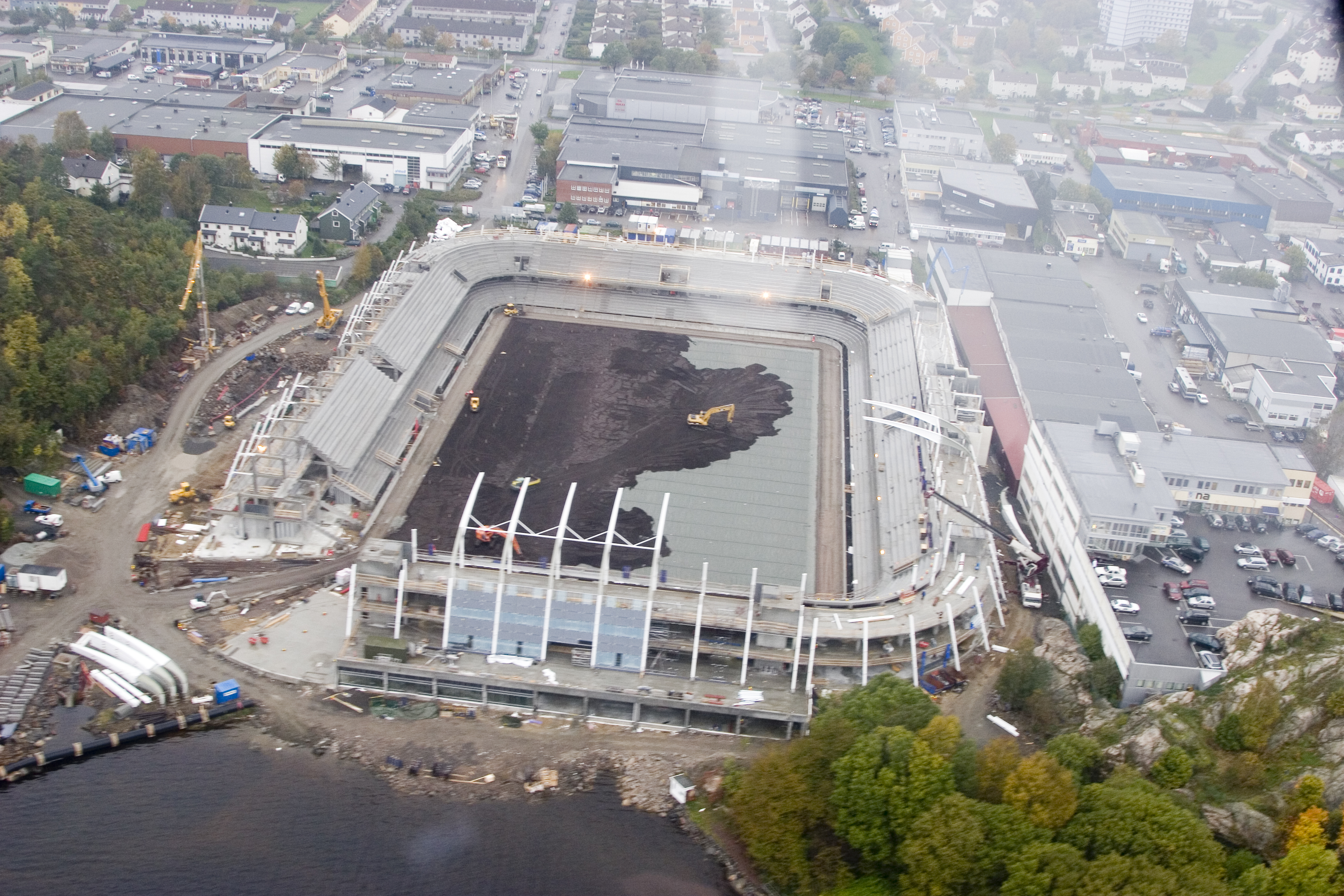
La Sparebanken Sør Arena in costruzione.

Storicamente, lo Start giocava le proprie partite casalinghe al Kristiansand Stadion, un impianto polivalente. A maggio 2005, il consiglio municipale approvò il progetto per un nuovo stadio. All'epoca, il costo della struttura fu stimato in 177.000.000 di corone, di cui 120.000.000 sarebbero stati per il costo dello stadio, mentre i restanti 57.000.000 sarebbero stati destinati per altre proprietà commerciali.
Il club tenne un concorso di architettura e ricevette sei proposte. Il 28 settembre 2005, lo Start annunciò d'aver scelto il progetto di Kjell Kosberg della Kosbergs Arkitektkontor, che precedentemente aveva realizzato l'Aker Stadion e la Briskeby Arena. La proposta originale prevedeva una capienza di 9.948 spettatori, ma i piani erano modificabili nel caso in cui si cercasse un maggior numero di posti a sedere. Ernst Ravnaas, co-proprietario dello Start, dichiarò di desiderare una capienza maggiore, a causa del recente alto numero di spettatori che seguivano le gare della squadra. L'investimento fu coperto con un prestito di 40.000.000 dalle casse municipali, altri 20.000.000 da un fondo culturale chiamato Cultiva, ancora 20.000.000 dal rimborso sull'imposta sul valore aggiunto, tra i 10.000.000 e i 20.000.000 con la cessione del nome dello stadio ad uno sponsor, un'altra parte dei soldi dalla vendita delle proprietà commerciali, tra i 30.000.000 e i 40.000.000 in prestiti bancari, mentre la restante parte fu coperta dai capitali dello Start.
La prima partita ufficiale che si tenne alla Sør Arena fu tra Start e Viking. La gara si concluse sul punteggio di 1-1, con Søren Berg degli ospiti che realizzò la prima rete nel nuovo impianto.
Nel 2014, l'impianto cambiò il nome in Sparebanken Sør Arena, per motivi di sponsorizzazione.